# René Laky
René Walter Laky (* 28. Dezember 1975 in Wien) ist ein ehemaliger österreichischer Basketballspieler.

## Werdegang
Laky spielte Basketball in der Nachwuchsabteilung des UBSC Güssing. 1994 wechselte er zu den Oberwart Gunners. Mit den Burgenländern spielte der 1,90 Meter große Laky in der Bundesliga und nahm mehrere Jahre auch am Europapokal teil, vor allem am Korać-Cup. 1995 und 1999 gewann er mit der Mannschaft den österreichischen Pokalbewerb. In den Jahren 1995 bis 1998 bestritt er insgesamt zwölf A-Länderspiele für die österreichische Nationalmannschaft.
In Oberwart spielte Laky bis 2001 und anschließend in der Bundesliga B noch ein Jahr für den UBSC Güssing. Laky studierte Medizin und wurde als Gynäkologe an der Grazer Universitätsklinik für Frauenheilkunde und Geburtshilfe tätig. Um Aufmerksamkeit für Krebserkrankungen bei Frauen zu schaffen, rief Laky durch unterschiedliche europäische Länder führende Radwanderfahrten ins Leben.